# Université Bénédictine
L'université bénédictine (parfois dite BenU), est une université catholique romaine privée située à Lisle, dans l'Illinois. 
Elle a été fondée en 1887 sous le nom de St. Procopius College par les moines bénédictins de l'abbaye de St. Procopius dans la communauté de Pilsen dans le West Side de Chicago,. Elle a conservé une relation étroite avec l'Ordre bénédictin créé par saint Benoît (480-543 apr. J.-C.), le père reconnu du monachisme occidental.
L'université est située dans la région métropolitaine de Chicago, proche de deux installations de recherche nationales importantes : le laboratoire national d'Argonne et le laboratoire national d'accélérateur Fermi. L'emplacement de l'université dans le bassin d'emploi de l'East-West Tollway corridor offre diverses possibilités de stages et d'emplois aux étudiants. Elle a une succursale, l'Université bénédictine, à Mesa, en Arizona.

## Histoire
L'université bénédictine (alors entièrement masculine) a été fondée en 1887 sous le nom de St. Procopius College par les moines bénédictins de l'abbaye de St. Procopius, qui vivaient dans la communauté Pilsen du West Side de Chicago, deux ans seulement après le début de leur communauté. 
Elle visait originellement à éduquer les hommes d'origine tchèque et slovaque. Bien que baptisée « collège » dès sa fondation, elle n'a commencé à offrir des cours postsecondaires qu'après avoir déménagé de Chicago dans la banlieue de Lisle en 1901. 
Elle n'a été pleinement accréditée qu'en 1957 et s'est fortement développée, au fur et à mesure que la zone qui l'entourait passait de rurale à suburbaine. Cette même anne 1957, la composante lycée de l'institution a commencé à fonctionner indépendamment du collège (elle s'appelle maintenant Benet Academy). L'université est devenu entièrement mixte en 1968.
L'école a été rebaptisée Illinois Benedictine College en 1971, et en 1996, elle est devenue l'Université bénédictine. Continuant à croître à Lisle, elle a aussi étendu sa portée en développant des campus dans d'autres villes, dont Springfield (Illinois) en 2003 et Mesa (Arizona) en 2012. L'université a ajouté le Kindlon Hall of Learning et le Birck Hall of Science en 2001 et le Neff Alumni Center en 2012, et en 2015, et elle a ouvert le Daniel L. Goodwin Hall of Business, qui comprend le Trading Lab et un auditorium de 600 places.
Pour répondre à une forte demande de formations utiles aux projets transfrontaliers d'affaires américains. L'Université Bénédictine s'est associée à l'université de technologie de Shenyang et à l'Université de Shenyang Jianzhu en Chine pour y proposer des programmes de maîtrise en administration des affaires et de maîtrise ès sciences en systèmes d'information de gestion.

### Présidents
- Daniel Kucera, OSB - un bénédictin qui sera plus tard archevêque de Dubuque, 1959-1965, 1971-1976.
- Richard C. Becker, Ph.D., 1976-1995
- William J. Carroll, Ph.D., 1995-2015
- Michael S. Brophy, Ph.D., 2015-2018
- Charles Gregory 2018-présent

## Formations universitaires
L'Université bénédictine propose 59 majeures de premier cycle par le biais du College of Science, du College of Liberal Arts, du Daniel L. Goodwin College of Business et du College of Education and Health Services. Elle propose aussi 19 programmes d'études supérieures, 34 certificats d'études supérieures et 4 programmes de doctorat.

## Classements
Chaque année de 2010 à 2019, le magazine Forbes a classé la Benedictine 566e parmi les meilleurs collèges, 362e parmi les collèges privés et 222e parmi les universités de recherche américaines. La Bénédictine ne figurait plus dans la liste Forbes en 2020.
U.S. News & World Report a classé la Benedictine 221e dans son classement des meilleures universités nationales.

## Athlétisme

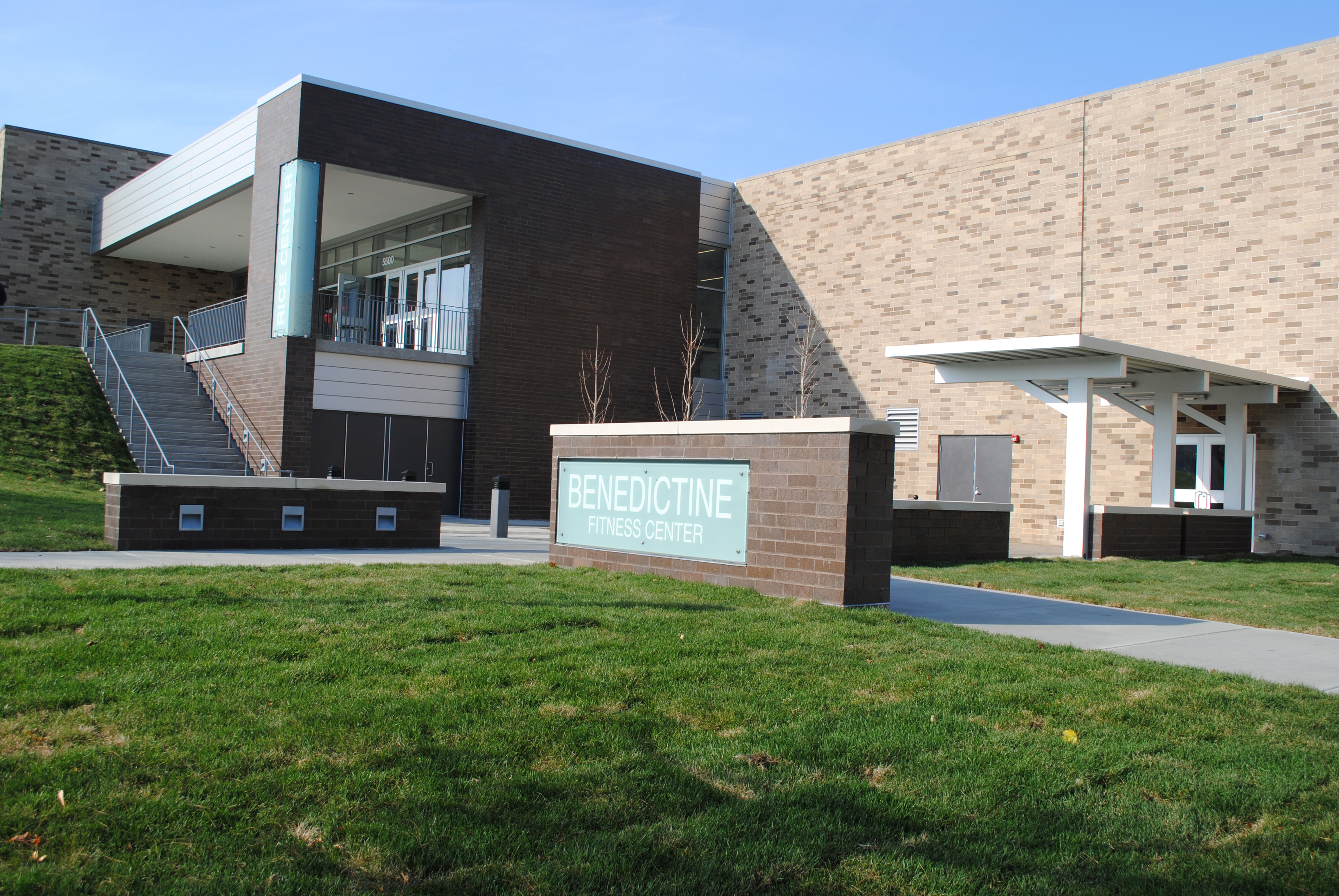
Centre Dan et Ada Rice à Lisle

### campus de Lisle

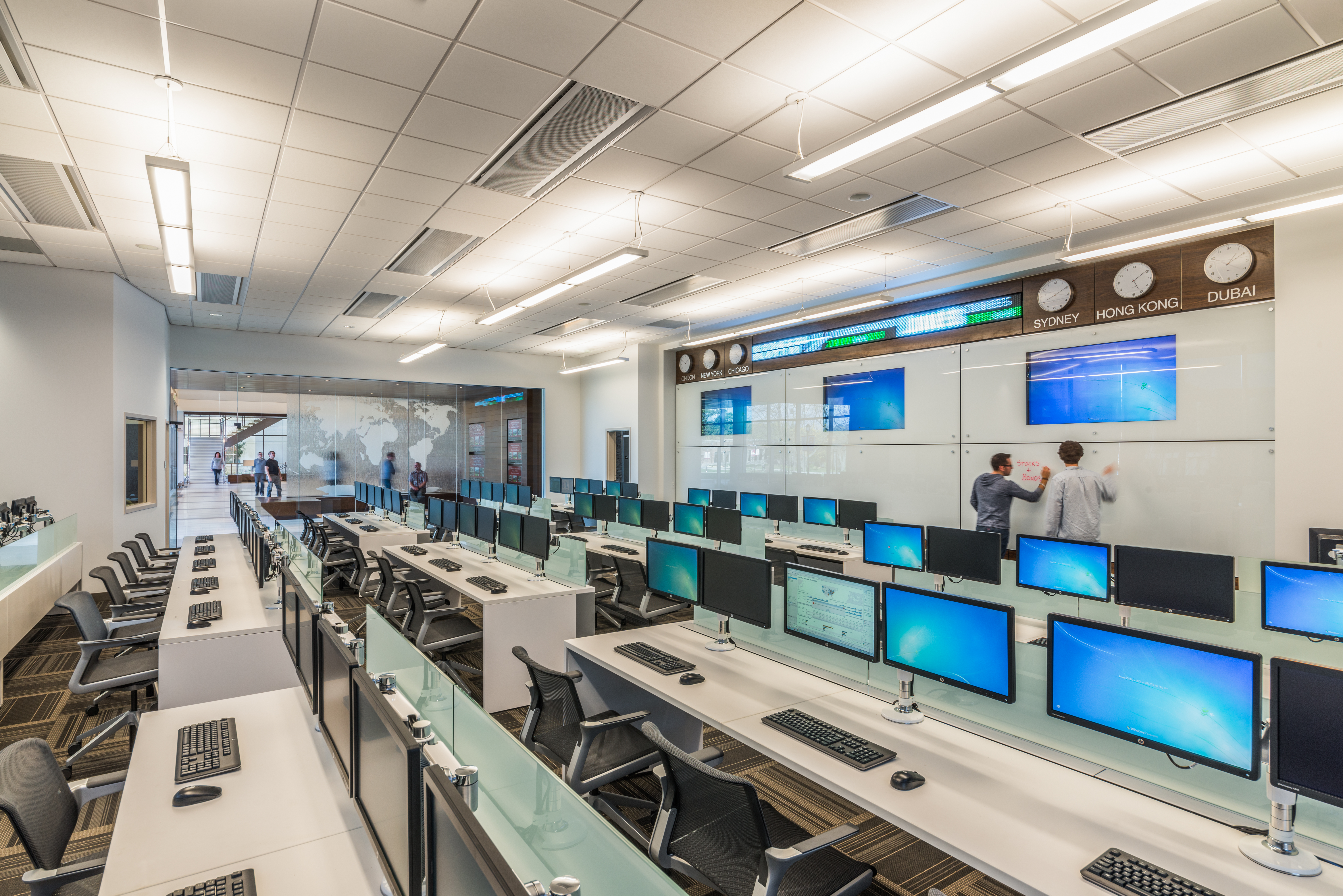
Salle des affaires Daniel L. Goodwin

Les Eagles, sur le campus de Lisle, participent à 19 programmes sportifs interuniversitaires de la Northern Athletics Collegiate Conference (NACC) au niveau de la division III de la NCAA.
Les Redhawks, à l'université Bénédictine de Mesa, concourent en tant que membres de la California Pacific Conference (CAL PAC) au sein de la National Association of Intercollegiate Athletics (NAIA). Les hommes et le golf féminin, cross - country, les équipes de volley-ball et de tennis ont joué leur première saison au niveau du club en 2014-2015.
Les deux campus proposent  des cours intra-muros : fitness et sports en club (tennis masculin, cricket masculin, et  ping-pong comme sports de club.

## Université bénédictine de Mesa
Située à Mesa, en Arizona, elle est devenue la première université catholique de quatre ans en Arizona après début des cours en 2013. 
Les majeures de premier cycle comprennent la comptabilité, les arts de la communication, l'informatique, la justice pénale, les beaux-arts, les arts graphiques et le design, la gestion et le comportement organisationnel, la nutrition, les sciences politiques, la psychologie, la théologie et l'espagnol. En 2019, le campus de Mesa comptait 568 étudiants et 76 professeurs et membres du personnel.
L'université propose aussi des diplômes d'études supérieures.
Ses équipes sportives sont connues sous le nom de Redhawks et participent à la National Association of Intercollegiate Athletics en tant que membre de la California Pacific Conference. Les étudiants-athlètes participent à des compétitions de cross-country masculin et féminin, de golf, de basketball, de soccer, de baseball et de softball, et de volleyball, y compris le volleyball de plage féminin.
En 2019, Mesa a établi un partenariat avec Co+Hoots, une entreprise privée de co-working basée à Phoenix, en Arizona, pour explorer des opportunités éducatives innovantes, qui comprend la mise en place d'un « programme de certificat en entrepreneuriat. Le partenariat, qui s'inscrit dans le plan de la ville visant à créer un « quartier d'innovation du centre-ville », comprenait la rénovation et l'agrandissement des installations du campus du centre-ville de Mesa au 225 E. Main Street pour inclure un espace qui serait fourni « sans loyer » à Co+Hoots comme un espace de coworking commercial . Benedictine loue cette installation du centre-ville à la ville, un bail qui se termine en 2038, avec une option d'achat commençant en 2033.

## Campus (succursale) de Springfield
Il a été fondé en 1929 en tant qu'institution distincte connue sous le nom de Springfield Junior College rebapsisé en 1967 Springfield College in Illinois. Début 2003, le Springfield College de l'Illinois et Benedictine University nouent un partenariat par lequel Benedictine offre des diplômes de licence, de maîtrise et de doctorat à Springfield. Ceci abouti à une fusion des  deux institutions, conformément aux directives du Conseil de l'enseignement supérieur de l'Illinois et à celles du Département américain de l'éducation. En 2010, l'Université bénédictine a créé un campus secondaire connu sous le nom d'Université bénédictine à Springfield. Springfield College dans l'Illinois a cessé tous les programmes universitaires en août 2011. À l'automne 2014, le conseil d'administration de l'Université bénédictine a décidé que le campus de Springfield mettrait fin aux programmes destinés aux étudiants de premier cycle et passerait à une communauté universitaire centrée sur les adultes. Les programmes pour adultes sont maintenant offerts par l'École d'enseignement supérieur, d'éducation des adultes et professionnelle de l'université.
Le 27 février 2018, le conseil d'administration de l'Université bénédictine et le conseil d'administration du Springfield College dans l'Illinois ont annoncé que la propriété Springfield située au 1500 N. 5th St. serait vendu. À la fin du semestre de printemps 2018, les cours ne seront plus enseignés sur le campus de Springfield. À partir des cours d'été 2018, les étudiants diplômés et diplômés adultes anciennement du campus de Springfield fréquenteront l'Université bénédictine sur les sites des employeurs et de la communauté de la région de Springfield. La propriété du campus secondaire de Springfield a besoin d'améliorations en capital. La décision de déménager vers d'autres sites de la région offrira aux étudiants et aux professeurs de l'université des lieux  équipés pour l'enseignement.

## Bénédictine en Asie
Plus de 1 000 étudiants ont obtenu une maîtrise en administration des affaires (MBA) ou une maîtrise ès sciences en systèmes d'information de gestion (MSMIS) de l'université bénédictine grâce à ses partenariats avec deux universités chinoises - l'Université de technologie de Shenyang (SUT) et l'Université de Shenyang Jianzu (SJZU) – formé au début des années 2000.
En 2009, Benedictine s'est associée à deux universités vietnamiennes - l'université nationale du Vietnam (VNU) à Hanoï et l'université Binh Dong à Ho Chi Minh-Ville (anciennement Saïgon) - pour proposer des programmes d'études supérieures en administration des affaires et en systèmes d'information de gestion. En 2012, Benedictine a reçu l'approbation du ministère de l'Éducation en Chine pour offrir une maîtrise en santé publique (MPH) dans le cadre d'un partenariat avec l'université médicale de Dalian.

## Centre de leadership axé sur les valeurs
Le Center for Values-Driven Leadership est un centre de praticiens universitaires situé au Goodwin College of Business de l'université Bénédictine. 
Fondé en 2008, le centre (également connu sous le nom de CVDL) veut aider les dirigeants à améliorer leur entreprise et à apporter une contribution significative aux entreprises et à la société tout au long de leur vie et de leur travail. James D. Ludema, Ph.D., professeur de développement organisationnel ; et Sandra Gill, Ph.D., ancienne doyenne du Goodwin College of Business, sont cofondatrices. Le programme de doctorat du centre en leadership axé sur les valeurs offre un doctorat. ou DBA (Doctor of Business Administration) dans un format conçu pour les cadres supérieurs. Le centre s'est associé au Center for Positive Organizations de l'université du Michigan et à la Small Giants Community pour créer l'initiative de recherche Return on Values. Cette initiative explore le lien entre la culture et le profit dans les petites et moyennes entreprises.